# 면사랑
면사랑은 면류를 제조하는 기업이다.
본사는 충청북도 진천군 이월면 궁동길 51-24 (노원리)에 있다.

## 주요 생산물
- 식자재 제품
- 가정용 제품
- 수입상품
- 수출상품